# Amherstia nobilis
Amherstia nobilis là một loài thực vật có hoa trong họ Đậu. Loài này được Wall. miêu tả khoa học đầu tiên. Đây là loài bản địa Myanmar, được trồng rộng rãi cho trang trí trong vùng nhiệt đới ẩm, nhưng là rất hiếm trong tự nhiên và chỉ được thu thập từ môi trường sống của nó một vài lần. 

## Hình ảnh

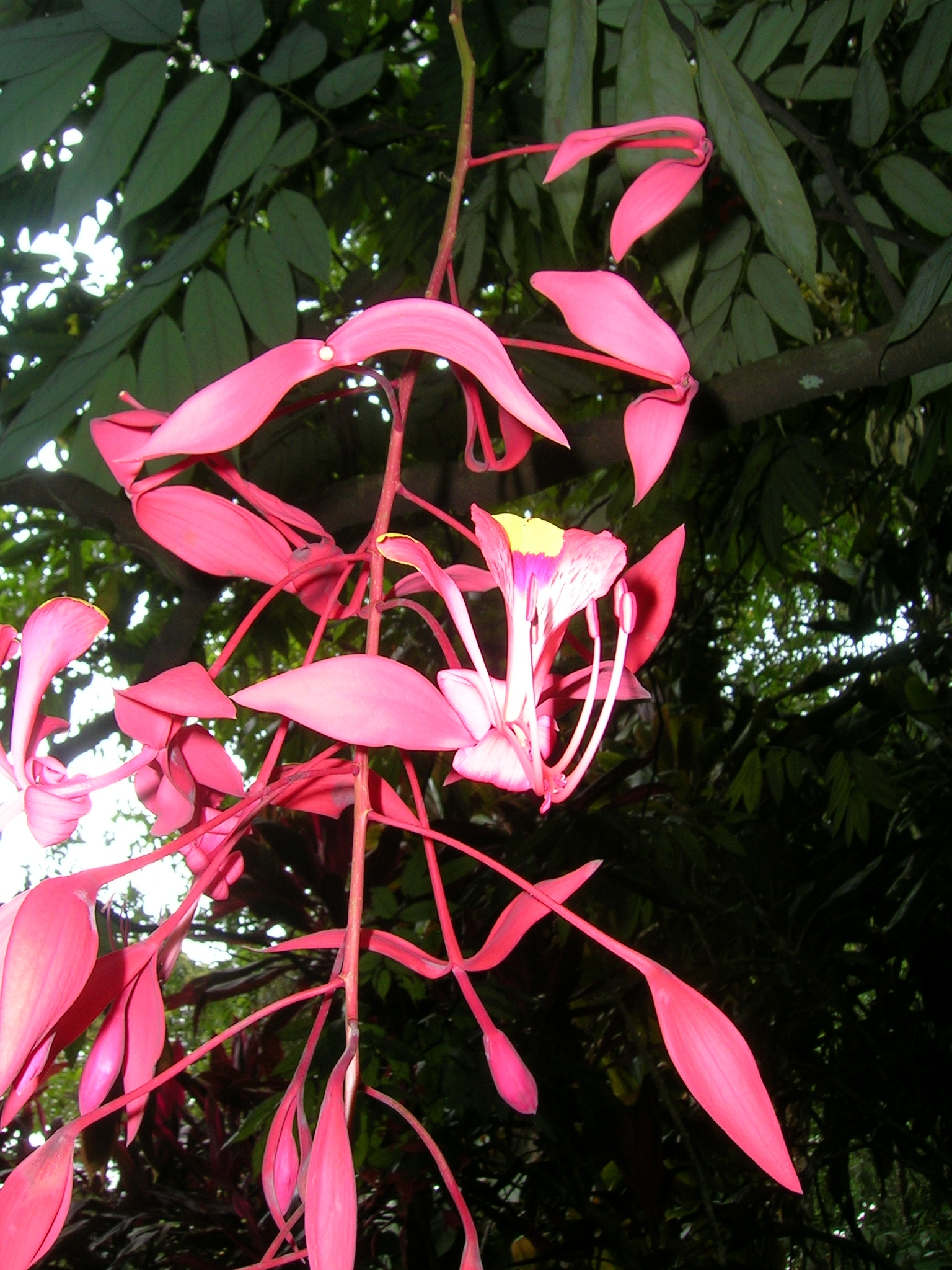
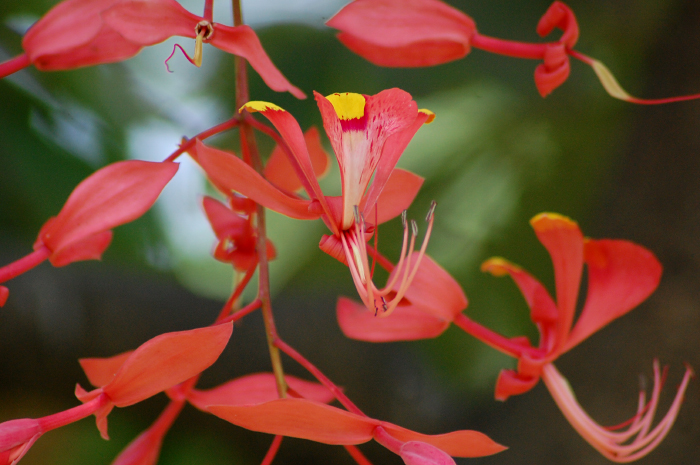
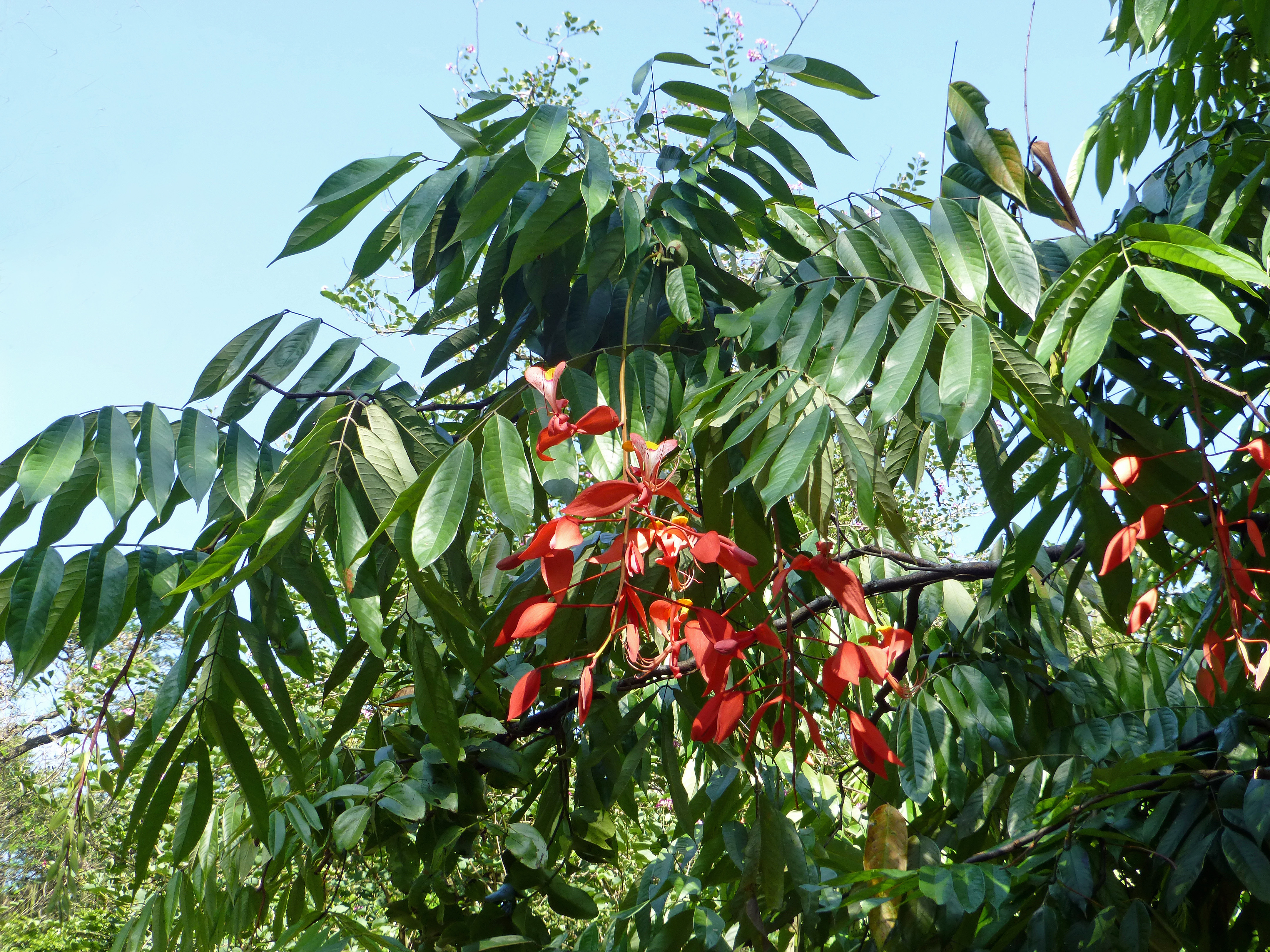
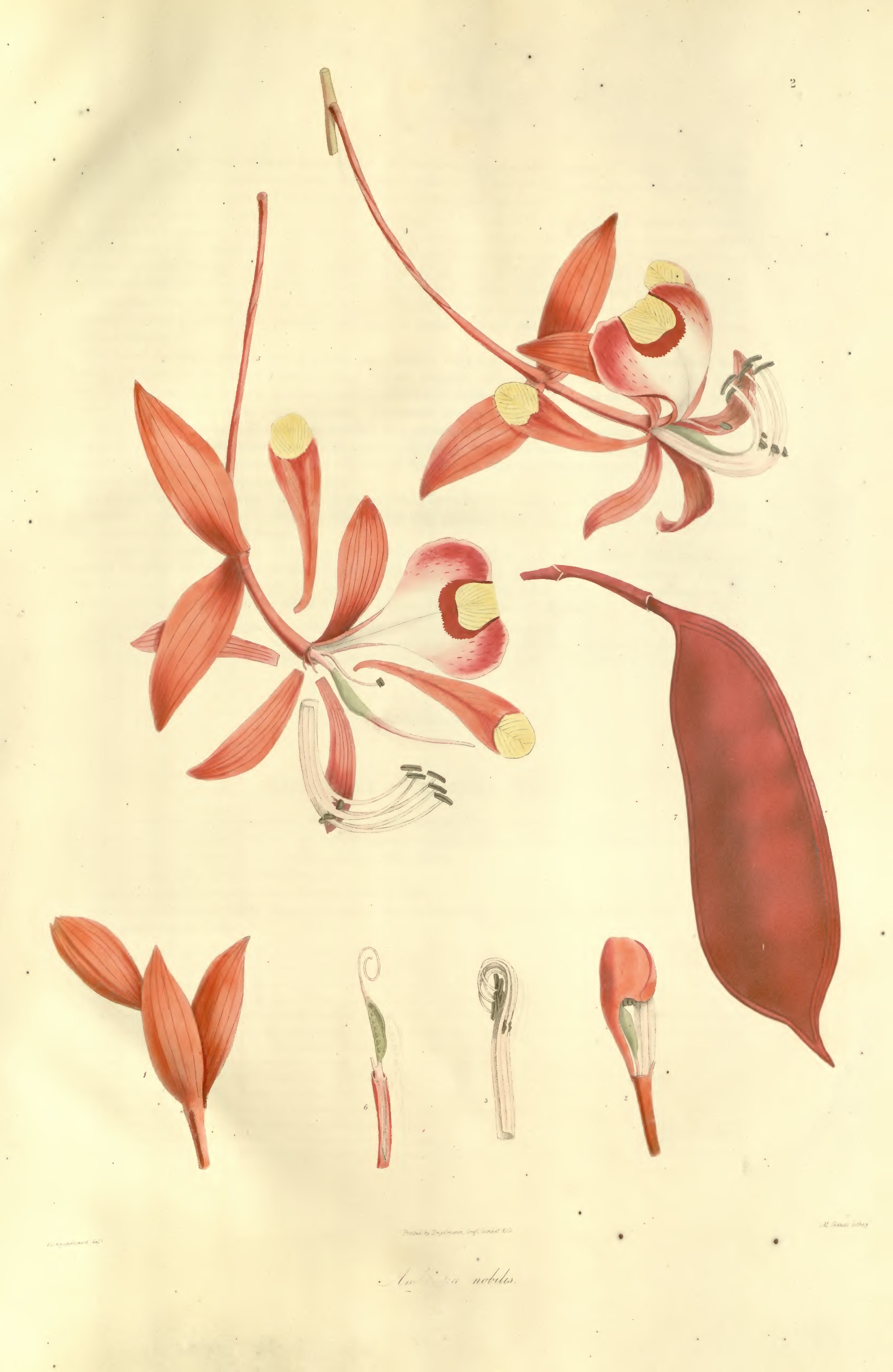
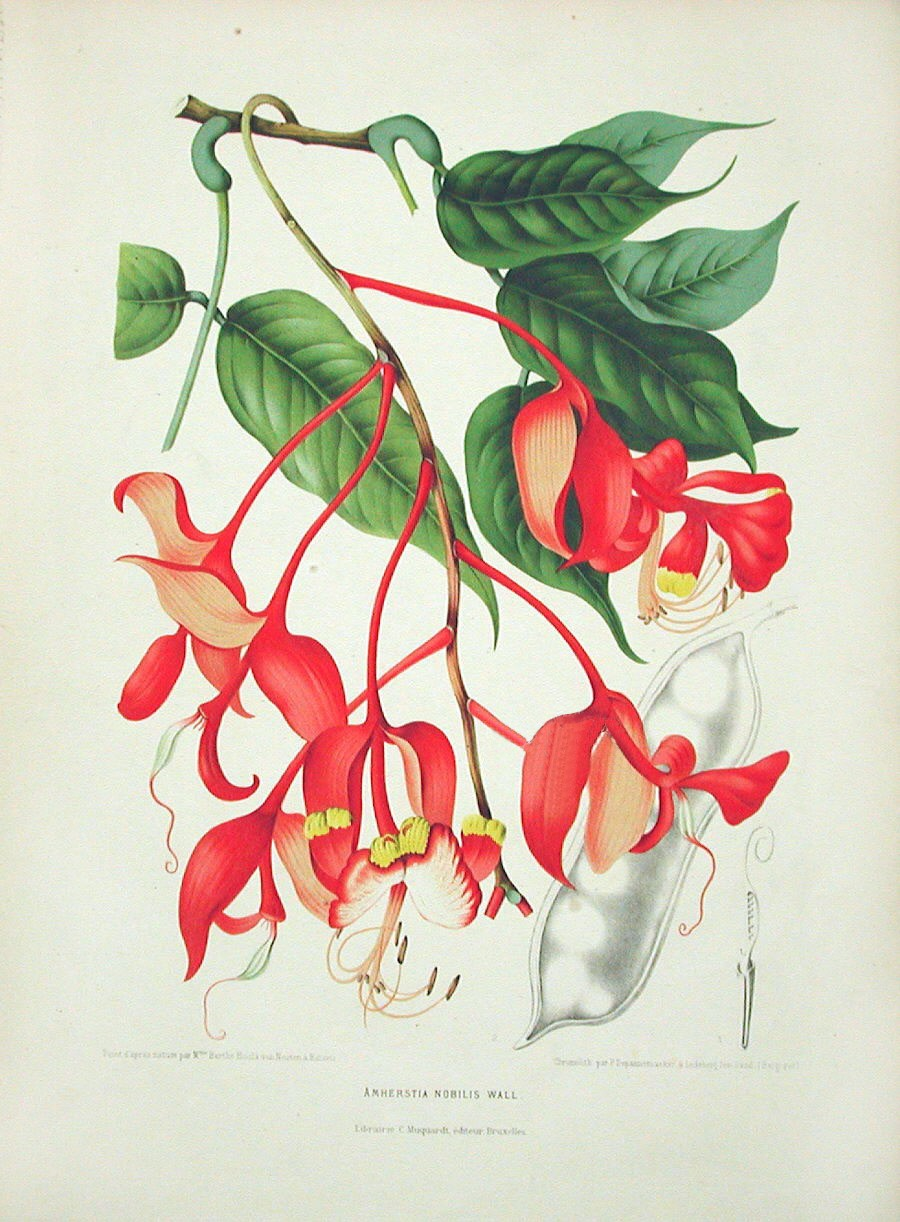